# Мезйокйовешд Вароші (стадіон)
«Мезйокйовешд Вароші Стадіон» (угор. Mezőkövesdi Városi Stadion) — багатофункціональний стадіон у місті Мезйокйовешд, Угорщина, домашня арена ФК «Мезйокйовешд».
Стадіон реконструйований протягом 2013—2016 років та відкритий 5 червня 2016 року.